# Agence thématique de recherche en sciences de la santé et de la vie
 (juin 2023).
Si vous disposez d'ouvrages ou d'articles de référence ou si vous connaissez des sites web de qualité traitant du thème abordé ici, merci de compléter l'article en donnant les références utiles à sa vérifiabilité et en les liant à la section « Notes et références ».
L'Agence thématique de recherche en sciences de la santé et de la vie  (ATRSSV), instituée par décret exécutif n° 21-210 du 20 mai 2021, est un établissement public à caractère administratif (EPA) algérien. Elle a été créée lors de la dissolution de l'agence thématique de recherche en sciences de la nature et de la vie.
Elle succède à l'Agence thématique de recherche en sciences de la santé, créée par le décret exécutif no 12-20 du  9 janvier 2012. Cette dernière succède à l'Agence Nationale pour le Développement de la Recherche en Santé (ANDRS), instituée auparavant par le décret exécutif no 95-40 du 28 janvier 1995, qui était, de fait, opérationnelle depuis 1997.
Sa vocation principale est le développement de la recherche intersectorielle en santé et dans le domaine des sciences biomédicales à travers les axes de recherche retenus dans le Programme National de Recherche en Santé (PNRS).
L’ATRSSV est placée sous la tutelle du ministre chargé de la recherche scientifique.
Son siège, initialement fixé à Alger, est transféré à Oran suivant le décret exécutif no 95-445 du 22 décembre 1995. Ce siège a pour localisation un pavillon de la cité du Chercheur (ex IAP)
L’organisation interne de l’agence est fixée par l’arrêté interministériel du 7 janvier 1997 amendé par la suite par l’arrêté interministériel du 30 août 2012.
L’établissement est dirigé par un directeur général nommé par décret présidentiel. Il est prévu aussi dans son organigramme les postes supérieurs de secrétaire général, de 04 chefs de département et de 15 chefs de services.

## Organisation
Les départements prévus sont :
- Département Programmation des projets de recherche (DPPR).
- Département Financement des projets de recherche (DFPR).
- Département Suivi des projets de recherche (DSPR).
- Département Relations internationales, communication et informations (DRICI).

NB : Chaque département est organisé en services
L’arrêté interministériel du 20 mars 1999 donne la possibilité à l’Agence de disposer de structures annexes dans chaque ville, siège de faculté de médecine.
Les annexes à Constantine, Alger, Annaba, et Sétif sont opérationnelles.

## Missions statutaires de l’Agence
Dans le cadre de l’amélioration de la santé publique en général et du développement de la recherche en sciences médicales en particulier, l’agence a pour missions de contribuer à la mise en œuvre et à la réalisation du Programme National de Recherche en Santé (PNRS). .
À ce titre, elle est chargée :
- D’élaborer des programmes de recherche annuels et pluriannuels, conformément aux priorités nationales retenues, et de veiller à leur exécution
- De procéder au lancement et au suivi des appels d’offres thématiques proposés dans le cadre de ses programmes
- De financer, sur budget-programme, au moyen de conventions et/ou de contrats, les projets de recherche retenus
- De promouvoir et de dynamiser les mécanismes et circuits de soutien et de gestion administrative et financière de la recherche en santé
- De procéder à la mise en place de suivi et d’évaluation des activités de recherche dont elle a la charge
- De contribuer à la mise en charge matérielle et financière de manifestations scientifiques organisées dans les domaines liées à ses activités
- De participer, en relation avec les structures concernées, au financement des actions de perfectionnement et recyclage nécessaires à la réalisation de ses programmes
- De procéder à l’acquisition des compléments d’équipements, des matériels, produits et documentation liés à la réalisation de ses programmes
- D’assurer la diffusion et la valorisation des résultats de la recherche dont elle a la charge.

## Objectifs et impacts scientifiques et technologiques
- Maîtrise des techniques et de la méthodologie dans la recherche.
- Formation pour la recherche et par la recherche.
- Développement de nouveaux procédés et techniques de soins pour mieux parer aux pathologies diverses et leurs impacts sur la santé des populations.

## Objectifs et impacts socio-économiques
- Valorisation des produits de recherche par la rentabilisation des résultats et la création de filiales de production, mission dévolue à l’Agence Nationale de Valorisation des Résultats de la Recherche et du Développement technologique (ANVREDET).
- Amélioration du cadre de vie de la population par l’amélioration de la qualité et des techniques de soins.

## Organes consultatifs
L’agence est dotée d’un Conseil d’orientation et d’un Conseil scientifique, deux organes de réflexion et de délibération placés auprès du Directeur général, ayant pour rôle de traiter les questions d’ordre administratif et scientifique.
L’organisation de l’agence a été renforcée par l’installation au mois de février 2006 d’un Comité d’éthique et de déontologie.